# Propalticus crassiceps
Propalticus crassiceps is een keversoort uit de familie Propalticidae. De wetenschappelijke naam van de soort is voor het eerst geldig gepubliceerd in 1960 door John.
De soort komt voor in Nieuw-Caledonië.